# Chemical Vocation
Chemical Vocation – szwedzka pop-punkowa grupa muzyczna powstała w 2005 roku w Uddevalli.

## Historia
Na początku zespół nosił nazwę Rockbottom oraz Sealed in Silence. W 2005 wydał EP jako Chemical Vocation. Grupa wygrała konkurs Rock Of Bohuslän, który został zorganizowany przez The Emo Foundation, prowadzoną przez Ricka Melina. Następnie zespół udał się na europejskie tournée. Po długiej trasie kapela nawiązała współpracę z wytwórnią Panic & Action, której autorem jest Peter „Babs” Ahlqvist oraz z założycielem wytwórni Burning Heart jak i wokalistą zespołu Kid Down Erikiem Höjdénem. 7 grudnia 2007 zaczęli nagrywać swój debiutancki album A misfit in progress, który został wydany 24 września 2008. 18 kwietnia 2011 ukazał się ich najnowszy album Write This Moment.

## Skład zespołu
- Pierre Larsson – śpiew
- Lundström Kristoffer – wokal i gitara
- Javier Citadel – perkusja
- Joakim Jensen – śpiew, gitara
- Frasse – wokal i bass

## Dyskografia

### EP
- Chemical Vocation (2005) (The Emo Foundation)

### Albumy
- A Misfit In Progress (2008) (Panic & Action)
- Write This Moment (2011) (Panic & Action)

### Kompilacje
- The Final Chapter (2006) (The Emo Foundation) – „Backseat Driver (Demo)”, „Small Steps Backwards (Demo)”
- Burn All The Small Towns (2009) (Panic & Action)  – „Cold Caress”
- Burn All The Small Towns Vol.2 (2010) (Panic & Action) – „My Dependence”